# Heavy Airlift Wing
Pour les articles homonymes, voir HAW.
La Heavy Airlift Wing (HAW) (en français « Escadre de transport lourd », désignée sous l'appellation d'« Unité de transport lourd » dans les documents en français de l'OTAN) est une unité de transport aérien multinationale de l'Organisation du traité de l'Atlantique nord créée le 27 juillet 2009.

## Historique

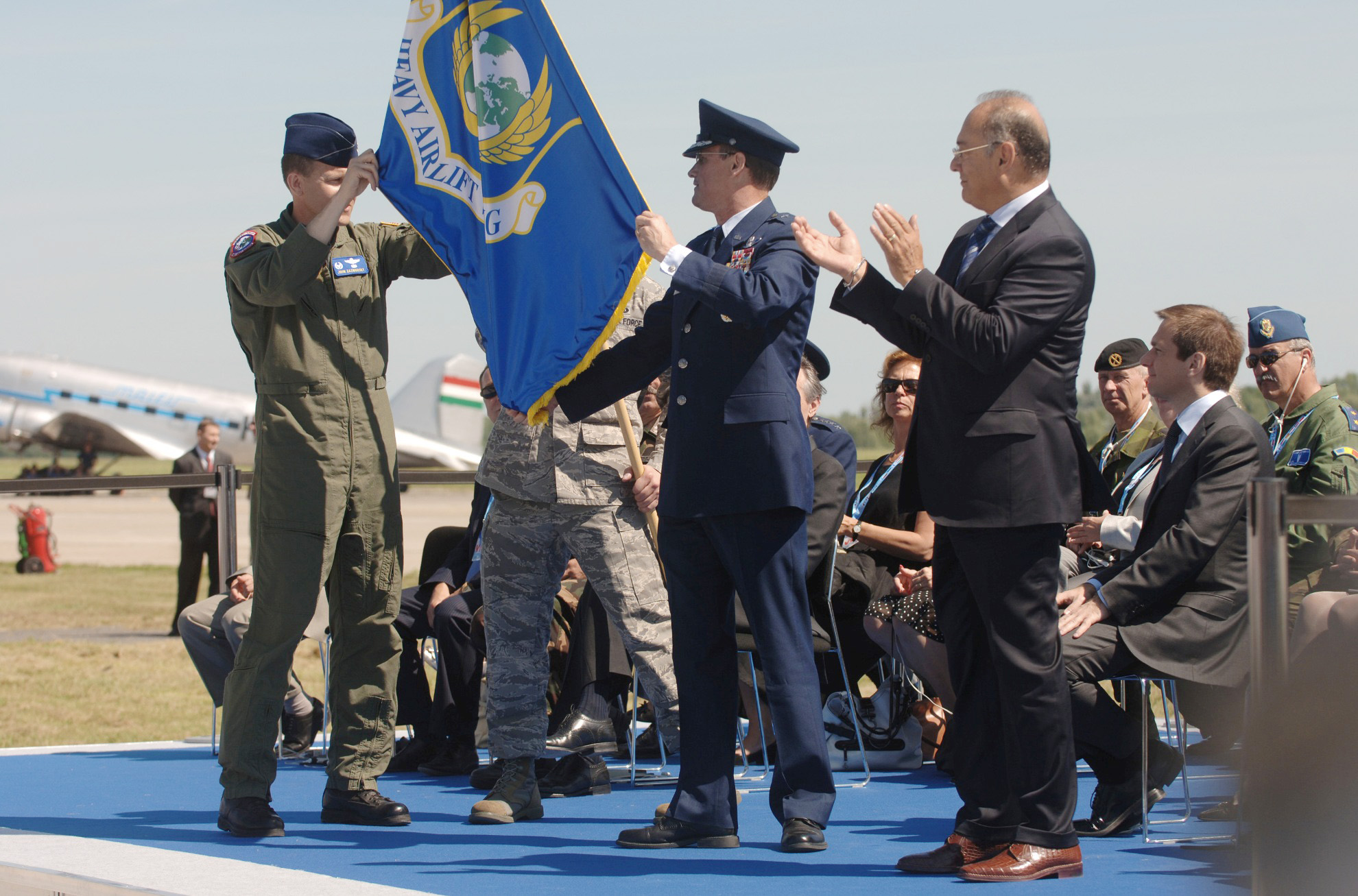
Remise du drapeau de l'unité lors de la cérémonie officielle d'activation le 27 juillet 2009.

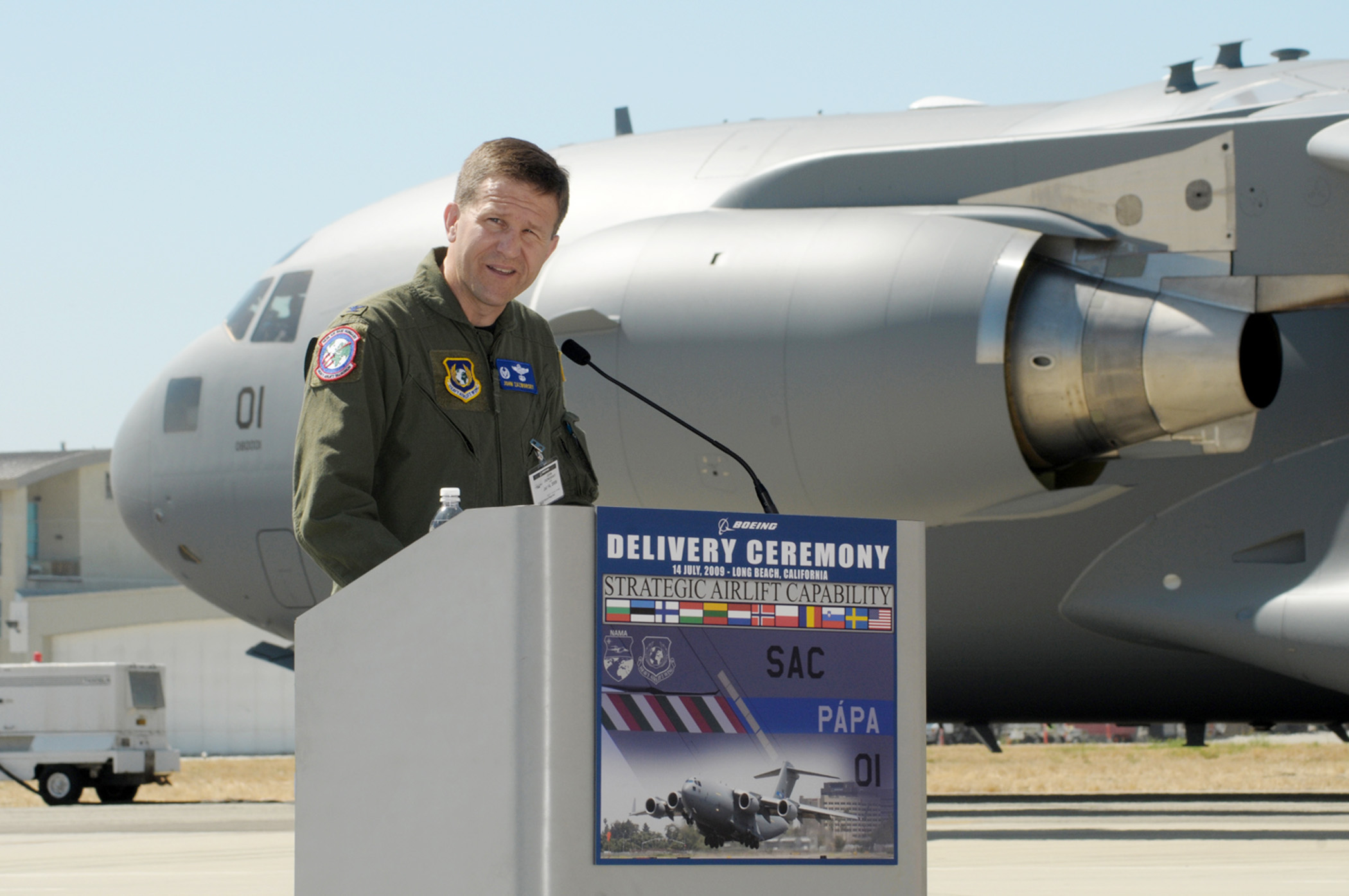
Le Col. John Zazworsky lors de la réception du premier C-17 le 14 juillet 2009 à Long Beach.

Le 12 septembre 2006, treize pays membres de l'OTAN ont officiellement commencé, dans le cadre de l'initiative NATO Strategic Airlift Capability, des négociations pour l'achat de trois ou quatre avions de transport stratégique McDonnell Douglas C-17 Globemaster III pour combler le déficit des forces aériennes des États participants en ce domaine.
La valeur d'achat d'un C-17 est estimée à environ 218 millions de dollars américains par unité en 2007 mais un contrat canadien portant sur quatre C-17 et comptabilisant tous les frais prévus sur une durée de service de vingt ans (Avions, systèmes d'autoprotection, moteurs, formations d'équipages, etc.) porte sur trois milliards de dollars américains en 2008. Le coût global du programme est annoncé à entre cinq et six milliards de dollars sur trente ans dont un milliard pour les seuls avions-cargos.
Quatre pays se désistent (Danemark, République tchèque, Italie et Lettonie) tandis que deux autres, la Finlande et la Suède, non-membres de l'OTAN, s'engagent dans le projet.
Le 20 juin 2007, le Conseil de l'Atlantique nord a approuvé la mise en place d'une Agence OTAN de gestion du transport aérien (NAMA) d'un effectif de 35 personnes et d'une Organisation OTAN de gestion du transport aérien (NAMO) qui sera chargée, pour le compte des pays participant à la SAC, de l'acquisition, de la gestion et du maintien en conditions opérationnelles des moyens de transport aérien. Cet organisme est entré en vigueur après la signature du mémorandum d’entente et sa notification au Conseil de l’Atlantique Nord, à la fin septembre 2008. Depuis, ces organismes ont été intégrés dans l'Agence OTAN de soutien et d'acquisition (ou NSPA, littéralement NATO Support and Procurement Agency).
Un accord est signé le 9 octobre 2008 pour l'achat et la mise en commun de trois McDonnell Douglas C-17 Globemaster III qui ont été réceptionnés fin 2009 et stationnés sur la base aérienne de Pápa en Hongrie, une installation comprenant un personnel de 600 personnes où les premiers personnels de la nouvelle unité se mettent en place dans le mois.

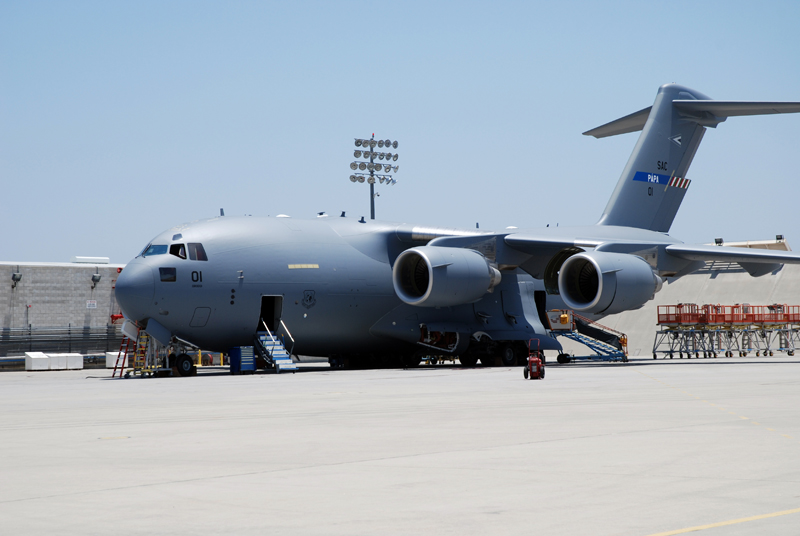
Le SAC-01 en mai 2009.

En novembre 2008, la formation des équipages commence aux États-Unis. Les C-17 arrivent à partir du 14 juillet 2009.
Après avoir accompli plusieurs missions au profit de la KFOR au Kosovo, la première mission d'appui de longue portée a lieu le 28 octobre 2009, avec un vol vers l'Afghanistan, afin de livrer du matériel sur l'aéroport de Mazar-e-Charif pour approvisionner les troupes suédoises déployées sur ce théâtre d'opérations.
Le 16 janvier 2010, un premier vol humanitaire a eu lieu après le séisme de 2010 à Haïti sur un total de trois missions commandité par la Suède. Au 15 février 2010, l'unité a atteint les 1 000 heures de vol en C-17 pour un total de 65 missions et a transporté environ 1 950 tonnes de fret et 1 700 passagers; au 13 août 2010, les 2 000 heures de vol sont atteints, en 130 missions, l'unité a transporté 3 484 tonnes de fret et 4 000 passagers.
Un avion C-17 du HAW a rapatrié en Pologne les corps des victimes de l'accident de l'avion présidentiel polonais à Smolensk du 10 avril 2010 et des vols humanitaires ont eu lieu à la suite des inondations au Pakistan de 2010.
L'unité est entièrement opérationnelle en 2011. Au 4 avril 2011, les 4 000 heures de vol sont franchies, 13 800 tonnes de fret et 6 000 passagers ont été transportés. Les 5 000 heures de vol sont franchies le 9 septembre 2011 et les 6 000 heures le 9 décembre 2011, à cette date, 27 000 tonnes de fret et 14 000 passagers ont été transportés. Les 8 000 heures de vol sont franchies le 16 août 2012.
Le 25 janvier 2013, la Suède annonce qu'elle met 40 heures de vol à la disposition des forces françaises et africaines engagés dans le conflit malien de 2012-2013 à utiliser avant le 31 mai 2013.
La 1 000 missions est effectué le 12 juin 2014 après un total de 13 000 heures.

## Caractéristiques

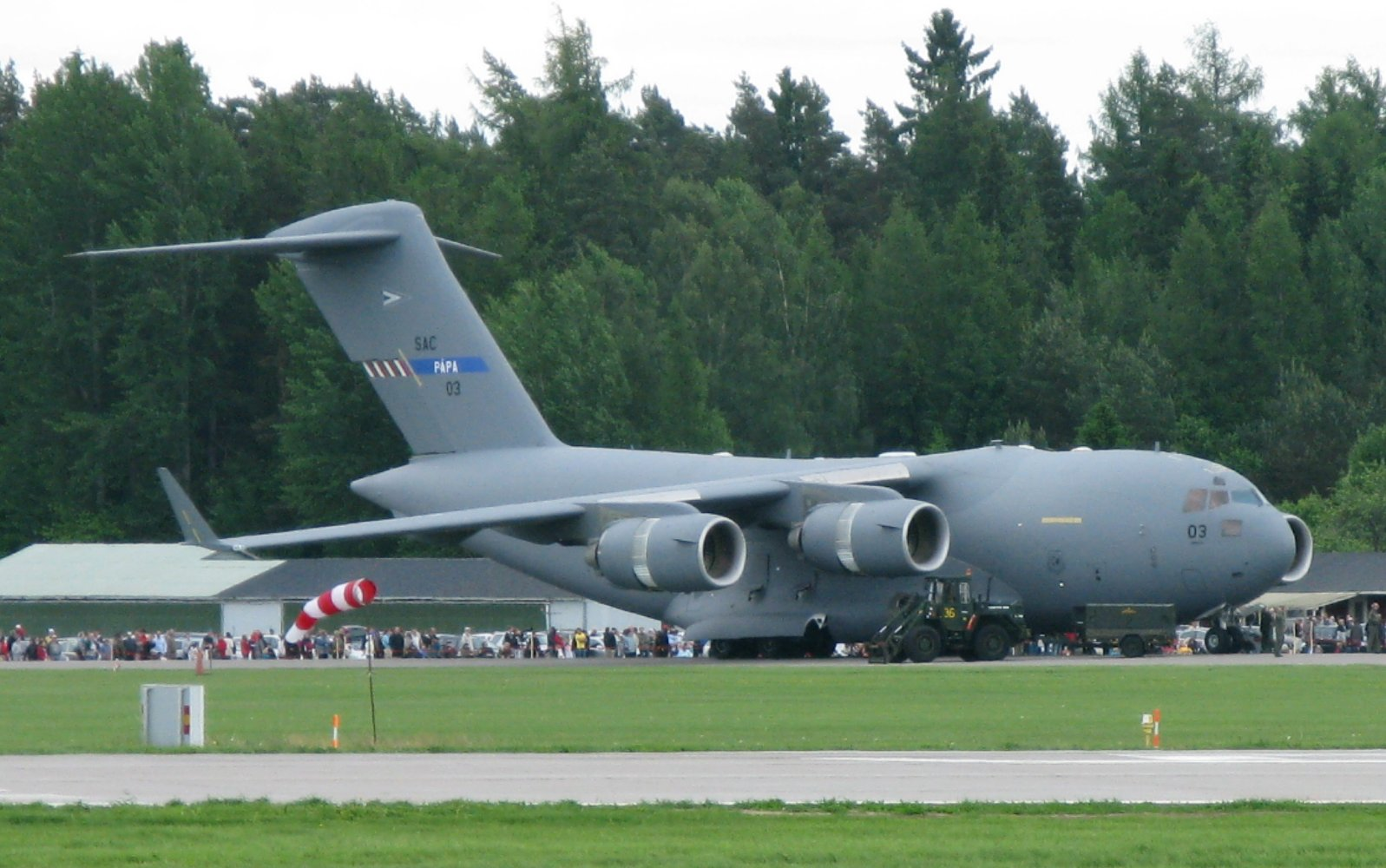
Le 3e C-17 de la HAW en 2010.

Cette unité, considérée comme un régiment par l'armée hongroise, comptera, d'après une source en 2009, 131 personnels militaires et 3 avions de transport C-17. Son premier commandant de mai 2008 à juin 2010 est un officier américain, le colonel John D. Zazworsky Jr., secondé d'un Suédois, le colonel Fredrik Hedén. En mars 2012, le chef de corps est le colonel américain Daniel P. Clark depuis juin 2011 secondé d'un colonel de la force aérienne des Pays-Bas.
Le premier avion, livré lors d’une cérémonie à Long Beach (Californie), le 14 juillet 2009, aux douze nations membres de la Capacité de transport aérien stratégique de l’OTAN est arrivé à Papa Air Base le 27 juillet. Immatriculé SAC-01 (Numéro d'immatriculation dans l'USAF : 08-0001/0003) et il est mis à disposition directement par l'USAF tandis que les deux autres (SAC-02 et -03) sont achetés dans le cadre de contrats Foreign Military Sales et sont immatriculés au sein de la force aérienne hongroise.
La livraison de deuxième appareil, appelé « Bartok » en l'honneur du compositeur hongrois Béla Bartók a lieu le 17 septembre arrivé à la base de Papa le 21 et le troisième le 7 octobre 2009.
Cette formation devait effectuer selon les prévisions 630 heures de vol en 2009, environ 3 100 en 2010 et 3 500 heures de vol quand elle sera pleinement opérationnelle.
Chaque État partenaire participe aux frais à hauteur d'un quota d'heures annuelles, à utiliser selon ses besoins pour des missions nationales, de l'Union européenne et l'OTAN.
Les États-Unis investissent 250 millions de dollars US pour un millier d'heures de vol et les pilotes étrangers sont entrainés dans des écoles de pilotage dans ce pays, les trois autres principaux contributeurs sont la Suède avec un maximum de 200 millions de couronnes suédoises pendant 25 à 30 ans, 550 heures de vol annuels (soit 17 % de la quote-part), vingt-cinq personnels civils et militaires suédois dont dix membres d'équipage, la Norvège et les Pays-Bas (dix à quinze millions d'euros pour environ 500 heures de vol par an). La Hongrie investira un total 1,5 milliard de forints, soit 1,8 % du programme. La Lituanie finance à hauteur de trois millions de litas soit 870 000 euros pour 45 heures de vol par an.
Le secrétaire général adjoint de l'Alliance atlantique, Peter Flory (en) a précisé que ces appareils sont notamment destinés à des missions en Afghanistan.
Une équipe de Boeing est assignée à la base de Pàpa pour le suivi de la maintenance des avions.
L'escadre est composé de trois sections :
- La branche de commandement et contrôle, Command and Control Branch (C2)
- L'escadron de transport aérien lourd, Heavy Airlift Squadron (HAS)
- L'escadron de soutien logistique, Logistics Support Squadron (LSS)

Une équipe de sécurité multinationale, la Heavy Airlift Wing C-17 Security, ou HAWCS (Faucon), est chargée de la protection des équipages et des appareils lors de leurs missions. Elle est inspirée des Raven Team (équipe Corbeau); des petites unités de police militaire ayant un entrainement spécialisé pour la sureté d'avions de transport de l'Air Mobility Command.

## Liste des aéronefs

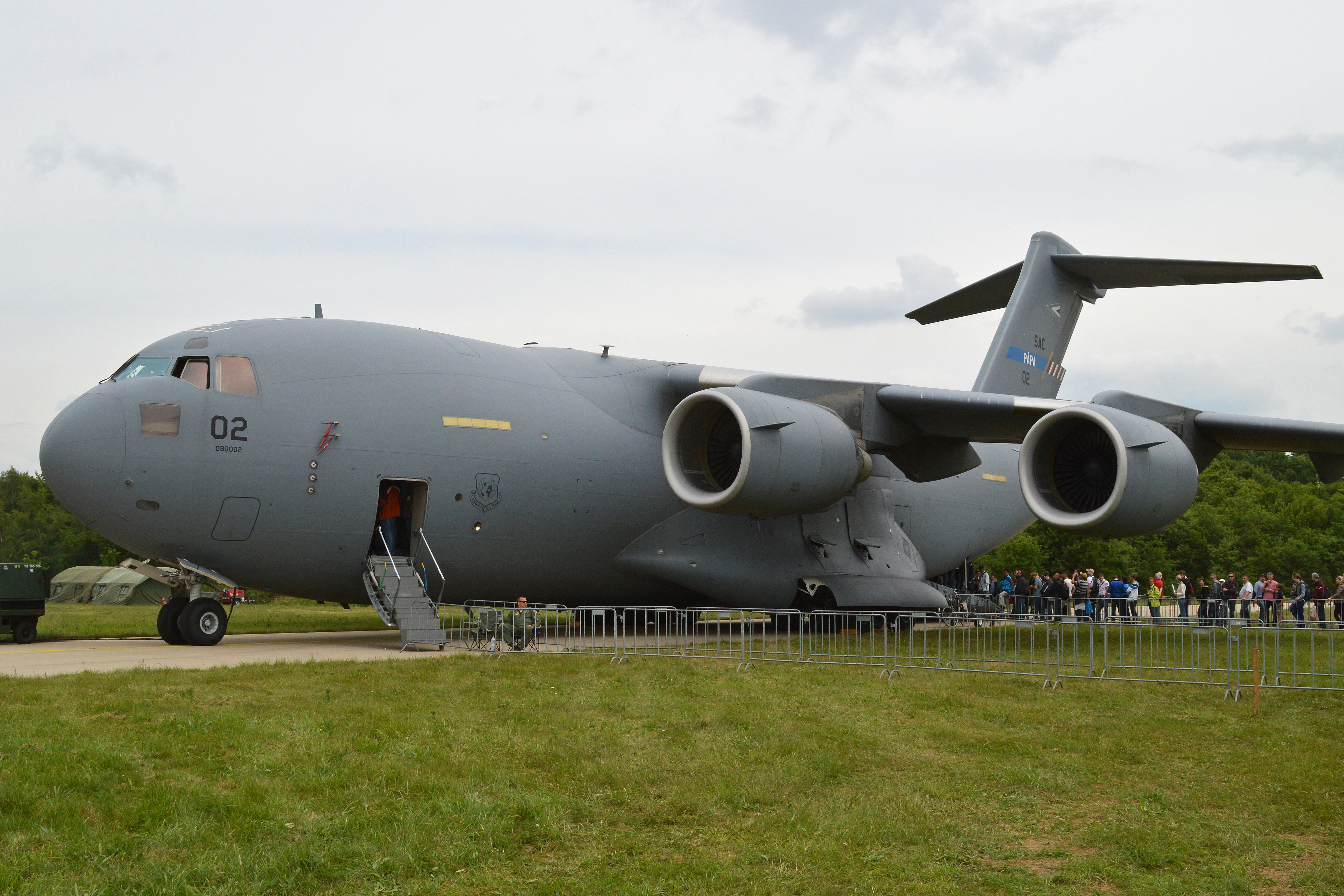
Le SAC 2 en 2013.

| Type d'avion                | Immatriculation | Surnom | Date de livraison |
| --------------------------- | --------------- | ------ | ----------------- |
| Boeing C-17 Globemaster III | SAC 1           |        | 14 juillet 2009   |
| Boeing C-17 Globemaster III | SAC 2           | Bartok | 17 septembre 2009 |
| Boeing C-17 Globemaster III | SAC 3           |        | 7 octobre 2009    |

## Liste des commandants
|    | Nom                        | Photo | Arme | Début          | Fin              |
| -- | -------------------------- | ----- | ---- | -------------- | ---------------- |
| 1. | Col. John D. Zazworsky, jr |       | USAF | juin 2008      | 4 juin 2010      |
| 2. | Lt-Col. Daniel P. Clark,   |       | USAF | 4 juin 2010    | juin 2011        |
| 3. | Col. Keith P. Boone        |       | USAF | juin 2011      | février 2013     |
| 4. | Col. Frank Rombouts        |       | KLu  | 4 février 2013 | 1er juillet 2015 |

## États partenaires et quotes-parts annuelles
Les États participants ont déclaré en 2008 un besoin global de 3 550 heures de vol par an. La planification présume qu'un appareil de type C-17 peut effectuer 1 500 heures de vol dans une année, ce qui avec trois avions laisse une marge de manœuvre.
Voici la quote-part, exprimée en heures de vol par an, des États participants :
- États-Unis : 1 000
- Pays-Bas : 500
- Norvège : 400
- Pologne : 150
- Roumanie : 200
- Bulgarie : 65
- Slovénie : 60
- Hongrie : 50
- Estonie : 45
- Lituanie : 45

Dans le cadre du Partenariat pour la Paix :
- Suède : 550
- Finlande : 500

En 2016, le Strategic Airlift Capability fait état de 3 165 heures de vol annuelles.